# كرسول شجيري
كرسول شجيري (الاسم العلمي:Crassula fruticosa) هو نوع نباتي يتبع جنس الكرسول من فصيلة الكرسولية.